# Liste der Hochschullehrer für Didaktik der Sozialpädagogik in Deutschland
Die Liste der Hochschullehrer für Didaktik der Sozialpädagogik in Deutschland strukturiert die an deutschen Hochschulen mit der didaktischen Ausbildung für das Lehramt Sozialpädagogik und das Studium Sozialpädagogik/Soziale Arbeit betrauten Hochschullehrerinnen und -lehrer. In der Liste werden Professorinnen und Professoren sowie unbefristete mit der Lehre beauftragte akademische Lehrkräfte gelistet. Die Liste ist nicht abschließend.

## Listenaufbau und Erklärung der Spaltenbezeichnungen
- Name, ist der Name des Hochschullehrers.
- Amtsbezeichnung, ist das Amt, das der Hochschullehrer an der Hochschule einnimmt. Es wird hier mit dem wissenschaftlichen Titel angegeben.
- Denomination gibt die konkrete Bezeichnung des Arbeitsbereichs des Hochschullehrers an. Bei der Aufnahme in die Liste wurde neben der Denomination auch die Lehre und Publikationstätigkeit berücksichtigt.
- Geschlecht gibt Auskunft über das biologische oder soziale Geschlecht, sofern letzteres bekannt ist.
- Hochschule an der die Lehre stattfindet und das Amt beheimatet ist.
- Anmerkungen wird für Anmerkungen zur Person verwendet, die zu den übrigen Spalten nicht thematisch passen.

| Name                       | Amtsbezeichnung                        | Denomination                                                                                   | Geschlecht | Hochschule                               | Berufen (J-M-T) | Anmerkungen |
| -------------------------- | -------------------------------------- | ---------------------------------------------------------------------------------------------- | ---------- | ---------------------------------------- | --------------- | --- |
| Batschneider, Hans-Joachim | Akademischer Direktor / apl. Prof. Dr. | apd. Prof. Dr.                                                                                 | Mann       | Universität Bamberg                      | 2010 Oktober    | Abordnung an die Universität Bamberg und dort mit der Lehrerausbildung betrauter Mitarbeiter von Rita Braches-Chyrek |
| Braches-Chyrek, Rita       | Prof. Dr.                              | Professur für Sozialpädagogik                                                                  | Frau       | Universität Bamberg                      | 2013            | |
| Engelbracht, Mischa        | Prof. Dr.                              | Sozialpädagogik und ihre Didaktik                                                              | Mann       | Bergische Universität Wuppertal          | 2020            | |
| Gängler, Hans              | Prof. Dr.                              | Professur für Sozialpädagogik einschließlich ihrer Didaktik                                    | Mann       | Universität Dresden                      | 2001            | |
| Göddertz, Nina             | J. Prof. Dr.                           | Junior-Professur für Didaktik der Sozialpädagogik                                              | Frau       | Universität Paderborn                    | 2018–2019       | Juniorprofessur |
| Faas, Stefan               | Prof. Dr.                              | Professor für Sozialpädagogik und ihre Didaktik                                                | Mann       | Pädagogische Hochschule Schwäbisch Gmünd | 2016 April      | |
| Karsten, Maria Eleonora    | Prof. Dr.                              | Professur für Sozialadministration und Sozialmanagement                                        | Frau       | Leuphana Universität Lüneburg            |                 | Emeritiert am 7. April 2017                                                                                          |
| Kubandt, Melanie           | Prof. Dr.                              | Didaktik der Sozialpädagogik                                                                   | Frau       | Universität Osnabrück                    | 2022            | |
| Uhlendorf, Uwe             | Univ.-Prof. Dr.                        | Universitätsprofessur für Sozialpädagogik mit dem Schwerpunkt Fachdidaktik der Sozialpädagogik | Mann       | Technische Universität Dortmund          | 2004            | |
| Karber, Anke               | Prof.in Dr.in                          | Professur für Sozialpädagogik mit dem Schwerpunkt Berufsbildungsforschung und Didaktik         | Frau       | Leuphana Universität Lüneburg            | seit 11/2019    | |